# La grande nave/Soltanto sogni
La grande nave/Soltanto sogni è il terzo 45 giri del cantante pugliese Fabio, uno dei cantanti di punta dell'etichetta milanese Bentler

## Il disco
La canzone sul lato A, La grande nave, è la versione italiana del successo internazionale Ce grand bateau (incisa tra gli altri dai The Fevers e da Ronaldo Lark), scritta da Jean Claudric e Pierre Cour (il testo italiano è del discografico e pittore Domenico Serengay); nel 1970 questa canzone verrà inserita nella colonna sonora del film E Dio disse a Caino... di Antonio Margheriti.
Gli autori di Soltanto sogni (canzone d'atmosfera che per l'arrangiamento ricorda certi brani di Luigi Tenco, uno dei cantanti più apprezzati da Fabio) sono invece Grinero e Cambareri per il testo), e il maestro Giuseppe Verdecchia per la musica.
Gli arrangiamenti delle due canzoni sono curati dal maestro Roberto Negri, mentre le edizioni musicali sono curate dal Gruppo editoriale Guerrini.